# Marșul cel Lung

Hartă de ansamblu a Marșului cel Lung

Marșul cel Lung (în limba chineză: 長征) a fost o retragere militară masivă a armatei comuniste chineze, precursoarea Armatei Populare de Eliberare, mișcare strategică înfăptuită pentru a evita anihilarea totală în lupta cu forțele Kuomintangului. Armata Republicii Sovietice Chineze condusă de Mao Zedong și Zhou Enlai, era pe punctul de a fi definitiv distrusă în provincia Jiangxi (octombrie 1934) de armatele conduse de Chiang Kai-Shek. Comuniștii au scăpat din încercuire și s-au retras către nord într-un marș de aproximativ 8.000 km și 370 de zile. Retragerea s-a desfășurat prin unele dintre cele mai dificile terenuri ale Chinei de vest, spre apus și mai apoi către nord,  către provincia Shaanxi. (În 2003, Ed Jocelyn și Andrew McEwen  Arhivat în 11 februarie 2005, la Wayback Machine. au refăcut drumul retragerii comuniste în 384 de zile  și au estimat că marșul a avut numai 6.000 de kilometri.)

## Începerea retragerii
În 1934, armata comunistă avea o bază de acțiune în provincia Jiangxi, înclusiv facilități industriale, în zonă fiind proclamată o republică comunistă - Republica Sovietică Chimneză. Armata Națională Revoluționară condusă de Chiang Kai-shek a reușit să încercuiască  provincia Jiangxi. În această acțiune,  Chiang Kai-shek s-a bucurat de sprijinul consilierului militar german  Hans von Seeckt. Naționaliștii au reușit să încercuiască zona, urmărind să-i înfrângă pe comuniști prin înfometare. Comuniștii au hotărât să efectueze o retragere strategică pentru a evita anihilarea.
Prima acțiune a retragerii a fost efectuată de Fang Zhimin. Fang Zhimin a reușit o străpungere a liniilor în iunie, urmată de o a doua în august, condusă de Xiao Ke. Aceste acțiuni au surprins luptătorii Kuomintangul, care nu se așteptau la un atac împotriva pozițiilor lor fortificate din partea comuniștilor, care erau înferiori din punct de vedere numeric.
În ciuda importanței și succesului acestor atacuri, ele s-au dovedit de fapt diversiuni, care urmau să ascundă mișcările mai importante de retragere. În octombrie, o forță de 130.000 de oameni, aflată sub conducerea lui  Bo Gu și Li De, a străpuns liniile naționaliștilor. Dintre cei aproximativ 130.000 de oameni, cam 86.000 o reprezentau soldații, 11.000 personalul administrativ, restul fiind format din civili simpatizanți ai comuniștilor. Această acțiune militară a fost sprijinită de o serie de diversiuni locale în timpul străpungerii principale, dar și după aceasta.

## Cucerirea puterii de către Mao Zedong
După câteva luni de marș către apus, armata comunistă, hărțuită fără întrerupere de Kuomintang, era epuizată. Comuniștii suferiseră pierderi uriașe. După ce străpunseseră trei linii ale forțelor naționaliste, Armata Roșie Chineză pierduse mai mult de 5.000 de oameni, toți sprijinitorii civili și mai avea în față încă cinci linii defensive ale Kuomintangului. În aceste condiții grele s-a ținut conferința comunistă de la Zunyi (provincia Guizhou) 15 – 18 ianuarie 1935. Aici, comuniștii au ales noile organe de conducere ale partidului. Mao Zedong a reușit să obțină sprijinul majorității comuniștilor prezenți la întrunire. Deși nu a fost ales în funcția de Secretar General, Mao a căpătat suficientă putere pentru a controla toate funcțiile din partid. Mao a fost ales ca unul dintre cei trei membri ai "Comisiei pentru problemele militrare". Ceilalți doi membri erau Zhou Enlai și Wang Jiaxiang, (Zhou fiind directorul Comisiei). Cum Zhou și Wang nu aveau priceperea militară a lui Mao, acesta din urmă a fost în fapt cel care a deținut puterea supremă asupra Armatei Roșii după Conferința de la Zuiyi.
Când Armata Roșie și-a reluat marșul către nord, au trebuit să găsească o rută ocolitoare, deoarece drumul direct către Sichuan era blocat de forțele lui Chiang. Dorința lui Mao era să se unească cu forțele lui Zhang Guotao din nord. În ciuda încercărilor lui Chiang de a bloca trecerea comuniștilor, printr-o serie de manevre tactice gândite și executate strălucit în provincia  Guizhou, comuniștii au străpuns frontul inamic, pe 8 mai reușind să traverseze râul Iangtze. În acest moment, după șapte luni de la plecarea din Jiangxi, Mao mai avea sub comanda sa numai 25.000 de oameni.
Comuniștii au hotărât să se îndrepte către provincia Shaanxi, deși decizia nu a fost unanimă. Lideri precum Zhang Guotao preferau să se statornicească în apropierea granițelor Uniunii Sovietice. Însă Mao a fost cel care a hotărât în cele din urmă direcția de urmat.
Armata comunistă a intrat în zone populate de minorități etnice ostile chinezilor. Astfel, forțele comuniste erau hărțuite nu numai de Kuomintang, dar și de aliații acestora din rândul șefilor războinici locali, ca și de triburile ostile tuturor chinezilor. Terenul pe care au trebuit să-l traverseze chinezii era unul extrem de dificil, traversând munți, râuri și defilee, în tot acest timp comuniștii luptând neîntrerupt împotriva inamicilor. Luptele de la podul Luding sunt emblematice pentru duritatea "Marșului cel Lung".
În iulie, trupele conduse de Mao s-au unit cu cele care soseau din provincia Henan. La scurtă vreme însă, după o serie de neînțelegeri cu privire la cale de urmat în continuare, cele două armate s-au despărțit, forțele de sub conducerea lui Mao s-au îndreptat către Shaanxi printr-o zonă mlăștinoasă, unde a trebuit să facă față mai multor ambuscade ale tibetanilor și ale triburilor Hui. În octombrie, comuniștii au reușit să ajungă în sfârșit în Shaanxi.
În timpul deplasării lor, comuniștii au confiscat bunurile și armele șefilor militari locali și ale moșierilor, recrutând, de asemenea, noi luptători din rândurile țăranilor și ale păturilor sărace de la orașe. Cu toate acestea, numai aproximativ 8.000 de luptători – Frontul I al Armatei Roșii – au mai ajuns sub comanda lui Mao la Yan'an în 1935. Dintre aceștia, mai puțin de 7.000 de luptători erau dintre cei care porniseră în 1934 în "Marșul cel Lung". Epuizarea fizică, foamea, frigul, bolile, dezertările și pierderile în lupte au contribuit la rărirea rândurilor forțelor comuniste. Datorită acestor pierderi, numărul membrilor de partid a scăzut de la 300.000 la numai 40.000.

## Concluzii

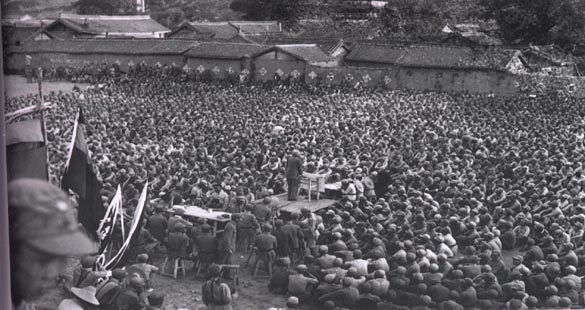
Un lider comunist vorbind supraviețuitorilor Marșului cel Lung.

În ciuda costurilor sale, "Marșul cel Lung" a asigurat Partidului Comunist Chinez izolarea de care avea nevoie, permițând armatei sale să se refacă în nordul Chinei. De asemenea, această acțiune a crescut reputația partidului comunist în rândurile țărănimii chineze, în mod special datorită hotărârii și vitejiei participanților la marșul cel Lung. Acest respect a crescut după punerea la punct a doctrinei militare cunoscute ca Cele trei reguli ale disciplinei și cele opt puncte de atenție, care stabilea printre altele că proprietatea țărănească nu trebuie confiscată, locuitorii satelor trebuie respectați, și că orice alimente necesare aprovizionării luptătorilor trebuie plătite cinstit producătorilor. Printr-o astfel de politică, Mao a asigurat nu numai sprijinul material al țăranilor, dar și o rezervă importantă pentru recrutarea în rândurile Armatei Roșii.
După încheierea celui de-al doilea război mondial, armata comunistă, devenită între timp Armata Populară de Eliberare, a reușit să alunge Kuomintangul din China Continetală pe insula Taiwan. După proclamarea Republica Populară Chinezepublicii Populare Chineze, "Marșul cel Lung" a fost glorificat ca un simbol al puterii și dârzeniei partidului comunist.
Marșul cel Lung a fost un eveniment important, care a dus la întărirea rolului lui Mao ca lider de necontestat al partidului. Unii dintre participanții la "Marșul cel Lung" au devenit conducători importanți de partid și de stat, așa cum au fost Zhu De, Lin Biao și Deng Xiaoping.